# Supercupa României 1995
Supercupa României 1995 a fost a doua ediție a Supercupei României și s-a jucat între campioana României în sezonul 1994-95, Steaua București, și câștigătoarea Cupei României Petrolul Ploiești.
| 5 august 1995 18:00 | Steaua București                    | 2 - 0    | Petrolul Ploiești | Stadionul Regie Spectatori: 50.000 Arbitru: Adrian Porumboiu (Vaslui) |
| 5 august 1995 18:00 | Damian Militaru 25' Ion Vlădoiu 56' | (Raport) |                   | Stadionul Regie Spectatori: 50.000 Arbitru: Adrian Porumboiu (Vaslui) |

| Steaua București | Petrolul Ploiești |

| STEAUA BUCUREȘTI: |    |                  |     |         |
|                   |    |                  |     |         |
| P                 | 1  | Bogdan Stelea    |     |         |
| FD                | 3  | Tiberiu Csik     |     |         |
| FC                | 6  | Daniel Prodan    |     |         |
| FC                | 4  | Anton Doboș      |     |         |
| FS                | 2  | Aurel Panait     |     |         |
| MD                | 5  | Bogdan Bucur     |     |         |
| MO                | 8  | Damian Militaru  | 69' |         |
| MD                | 10 | Iulian Filipescu | 59' |         |
| A                 | 7  | Marius Lăcătuș   |     |         |
| A                 | 11 | Marin Dună       |     |         |
| A                 | 9  | Ion Vlădoiu      |     |         |
| Rezerve:          |    |                  |     |         |
| A                 | –– | Laurențiu Roșu   |     | 59'     |
| A                 | -- | Sabin Ilie       | 69' | 69' 82' |
| Antrenor:         |    |                  |     |         |
| Dumitru Dumitriu  |    |                  |     |         |

| GLORIA BISTRIȚA: |    |                    |     |     |
|                  |    |                    |     |     |
| P                | 1  | Ștefan Preda       |     |     |
| FD               | 2  | Daniel Chiriță     |     |     |
| FC               | 4  | Gheorghe Bălăceanu |     |     |
| FC               | 6  | Valeriu Răchită    |     |     |
| FS               | 3  | Gheorghe Leahu     |     |     |
| M                | 7  | Mihai Pârlog       | 75' |     |
| M                | 5  | Octavian Grigore   |     |     |
| M                | 10 | Cristian Zmoleanu  |     |     |
| M                | 8  | Marcel Abăluță     | 67' |     |
| A                | 9  | Adrian Toader      | 63' |     |
| A                | 11 | Daniel Zafiris     |     |     |
| Rezerve:         |    |                    |     |     |
| A                | –– | Ioan Andrecuț      |     | 63' |
| M                | -- | Gheorghe Matei     |     | 75' |
| Antrenor:        |    |                    |     |     |
| Ion Marin        |    |                    |     |     |

| Oficialii meciului - Arbitri asistenți: : - Dan Ologeanu - Patrițiu Abrudan (Cluj-Napoca) - Al patrulea oficial: Jucătorul meciului | Reguli - 90 minute - 30 minute de prelungire (două reprize de 15 minute) - Lovituri de departajare dacă scorul este egal după 120 de minute - Șapte jucători pe banca de rezervă - Maxim trei înlocuiri |